# Valdaracete
Valdaracete é um município da Espanha na província e comunidade autónoma de Madrid, de área 64,31 km² com população de 594 habitantes (2007) e densidade populacional de 9,65 hab/km².

## Demografia
| Variação demográfica do município entre 1991 e 2004 | Variação demográfica do município entre 1991 e 2004 | Variação demográfica do município entre 1991 e 2004 | Variação demográfica do município entre 1991 e 2004 |
| --------------------------------------------------- | --------------------------------------------------- | --------------------------------------------------- | --------------------------------------------------- |
| 1991                                                | 1996                                                | 2001                                                | 2004                                                |
| 677                                                 | 650                                                 | 663                                                 | 621                                                 |